# داخل ايمي شومر
داخل أيمي شومر (بالإنجليزية: Inside Amy Schumer) مسلسل كوميدي أمريكي، من إعداد وتقديم الممثلة والكوميدية أيمي شومر، عرض في 30 أبريل، 2013، على قناة كوميدي سنترال. حصل المسلسل على جائزة بيبودي، وثمان ترشيحات لجوائز الإيمي برايم تايم وفاز بإثنان. عرض الموسم الثاني في أبريل، 2014، الموسم الثالث في 21 أبريل، 2015، الموسم الرابع في 21 أبريل، 2016. في 6 يناير، 2016، جدد المسلسل لموسم خامس سيعرض في 2017.

## الحلقات

### نظرة عامة
| الموسم | الحلقات | الحلقات | الأصلي        | الأصلي        |
| الموسم | الحلقات | الحلقات | الأول         | الأخير        |
| ------ | ------- | ------- | ------------- | ------------- |
| 1      | 10      | 10      | 30 أبريل 2013 | 2 يوليو 2013  |
| 2      | 10      | 10      | 1 أبريل 2014  | 3 يونيو 2014  |
| 3      | 10      | 10      | 21 أبريل 2015 | 7 يوليو 2015  |
| 4      | 9       | 9       | 21 أبريل 2016 | 16 يونيو 2016 |

## وصلات خارجية
- الموقع الرسمي
- داخل ايمي شومر على موقع IMDb (الإنجليزية)
- داخل ايمي شومر على موقع ميتاكريتيك (الإنجليزية)
- داخل ايمي شومر على موقع روتن توميتوز (الإنجليزية)
- داخل ايمي شومر على موقع أول موفي (الإنجليزية)
- داخل ايمي شومر على موقع فيلمافينيتي (الإسبانية)
- داخل ايمي شومر على موقع كينوبويسك (الروسية)
- داخل ايمي شومر على موقع ألو سيني (الفرنسية)
- داخل ايمي شومر على موقع قاعدة بيانات الفيلم (الإنجليزية)